# Elecciones estatales de Oaxaca de 1992
Las elecciones estatales de Oaxaca de 1992 se llevaron a cabo el domingo 2 de agosto de 1992, y en ellas se renovaron los siguientes cargos de elección popular en el Estado mexicano de Oaxaca:
- Gobernador de Oaxaca. Titular del Poder Ejecutivo del estado, electo para un periodo de seis años no reelegibles en ningún caso, el candidato electo fue Diódoro Carrasco Altamirano.
- 570 ayuntamientos. Compuestos por un Presidente Municipal y regidores, electos para un periodo de tres años no reelegibles para el periodo inmediato.
- 33 Diputados del Congreso del Estado. Electos por mayoría relativa en cada uno de los Distritos Electorales.

## Resultados

### Ayuntamientos
|  | 77.1 % |

|  | 13.8 % |

|  | 3.9 % |

|  | 3.0 % |

|  | 1.0 % |

|  | 0.7 % |

|  | 0.4 % |